# Hans Spiess

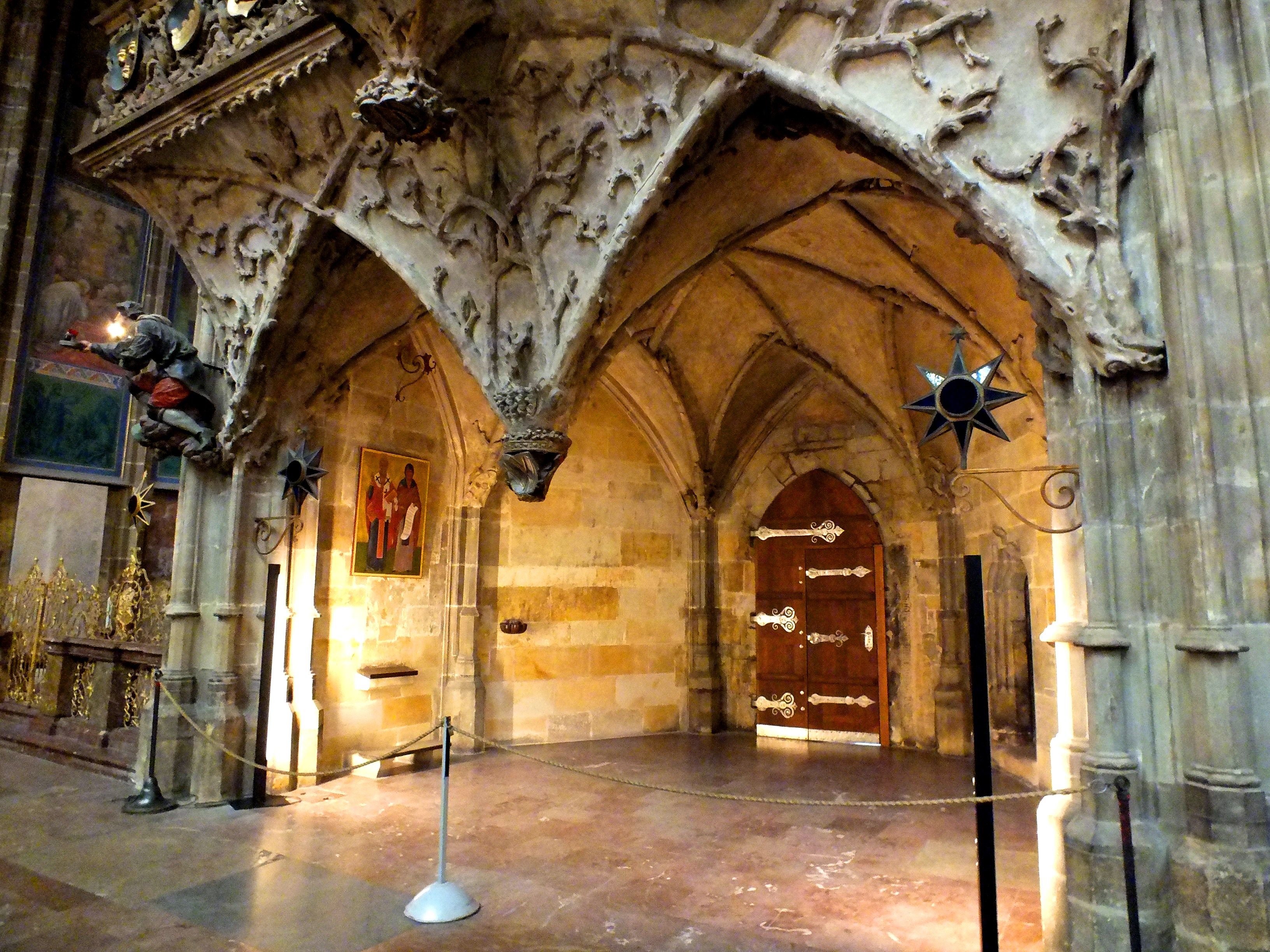
Královská oratoř, Chrám sv. Víta

Hans Spiess, též Hanuš Spiess, Johannes Spieß, Spisse de Frankfurt (* přibl. 1440, Frankfurt nad Mohanem - 1511, Praha) byl německý kameník a stavitel. Byl pravděpodobně synem hutního kováře Konráda Spieße, významného člena kamenické huti při kostele sv. Bartoloměje ve Frankfurtu, kde se patrně vyučil. Do Prahy ho povolal Vladislav II. Jagellonský kolem roku 1477 a pověřil ho přestavbou Pražského hradu. Byl členem hradní huti, hlavou cechu pražských kameníků a spolupracovníkem Benedikta Rieda. Vlastnil domy a vinici na Hradčanech a od roku 1491 byl tamním konšelem. V letech 1504, 1505 a 1507 zastával úřad hradčanského purkmistra. Zemřel v létě 1511.

## Dílo

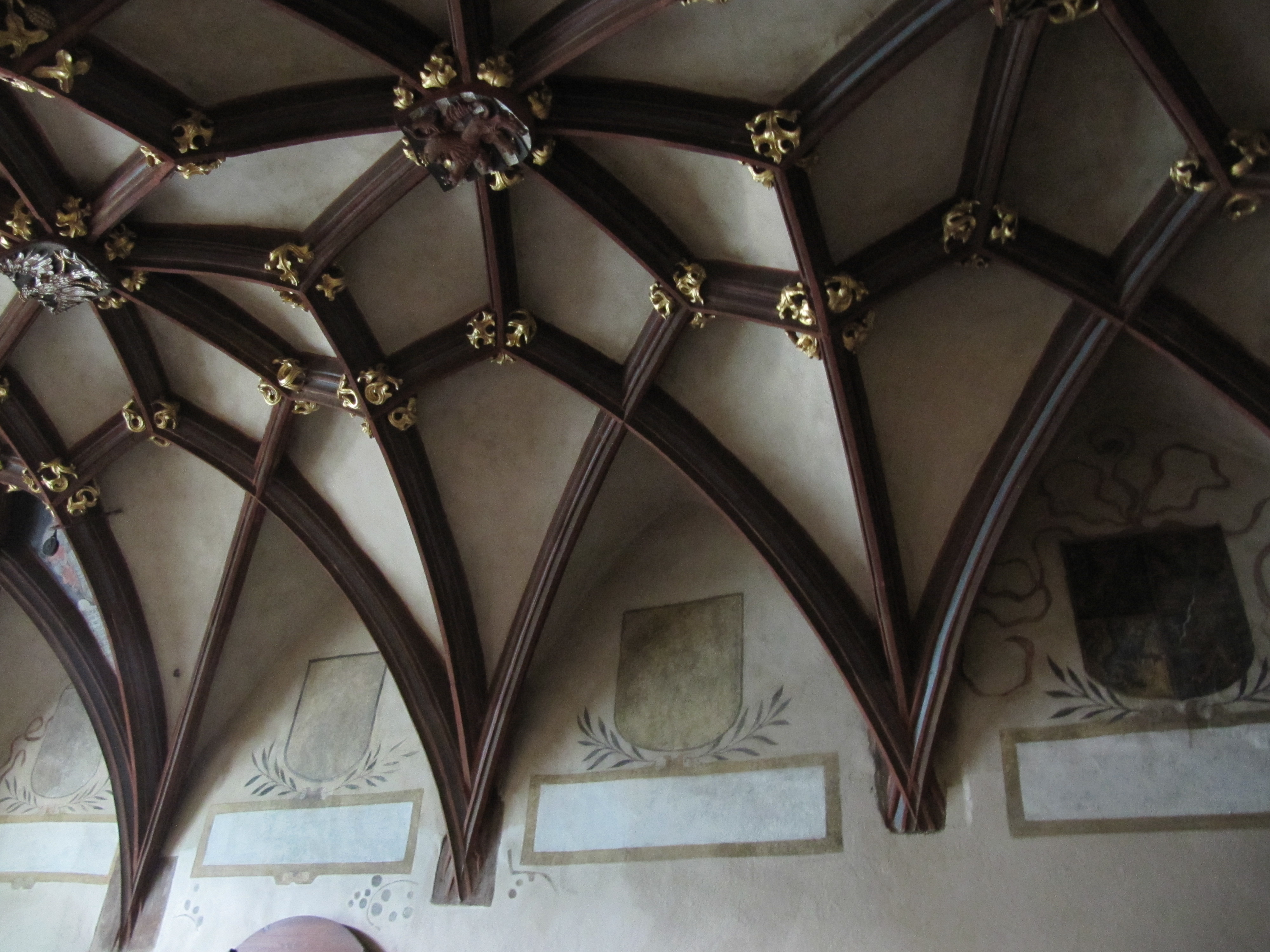
Malá audienční síň („Vladislavova ložnice“), klenba

- 1472 Šternberská kaple, Katedrála svatého Bartoloměje v Plzni
- 1486–1488 zaklenutí lodi a věž kostela sv. Petra a Pavla v Mělníce[4], patrně také gotická přestavba hradu v Mělníce[5]
- před 1490 Malá audienční síň („Vladislavova ložnice“), západní křídlo Pražského hradu
- 1490–1493 Královská oratoř v chrámu sv. Víta[6]
- Královská kaple, stříbrnice, strážnice a palác na hradě Křivoklát[7]
- sochy apoštolů v Královské kapli na Křivoklátě (Hans Spiess nebo jeho huť)
- některé kamenické ozdobné prvky na Staroměstské radnici (Hans Spiess nebo jeho huť)[8]
- 1498 nová klenba, roku 1575 nahrazená Bonifácem Wolmutem, Kostel Nanebevzetí Panny Marie a svatého Karla Velikého
- Přestavby hradu Karlštejn, Staroměstské radnice?[9]